# 水谷悠莉
水谷 悠莉（みずたに ゆうり、1990年7月7日 - ）は、フリーアナウンサー。元NST新潟総合テレビアナウンサー。キャスタークリエイト・ジャパン所属。

## 経歴
新潟県上越市出身。新潟県立高田高等学校、早稲田大学文学部卒業。高校在学時には陸上部に所属していた。大学在学時には、学内で行われるファッションショー「早稲田コレクション」のモデルを務めていた。
大学を卒業後、2013年4月に新潟総合テレビ(当時)に入社。
『八千代ライブ』の企画の一環として、酒井瞳・ぱいぱいでか美とともにアイドルユニット『ツナギッコ』としても活動を行っている。

### フリーアナウンサーへの転身
2020年3月27日に放送された『八千代ライブ』内にて2020年3月31日を以ってNSTを退社し、フリーに転身することを発表した。
また、翌3月28日に放送された『八千代コースター』内にて、2020年2月末に結婚したことを発表した。
これにより『八千代コースター』は卒業となったが、『八千代ライブ』のMCは2020年4月以降も継続される（ただし、『八千代ライブ』の番組自体が2020年5月より休止中となっている）。

## 現在の担当番組
- 八千代ライフ（NST新潟総合テレビ） - 八千代コースター内のミニ番組で、八千代コースター以外のNSTの放送時間帯にも週に何回か放送される。[7]

- スーパー・ササダンゴ・マシンのチェ・ジバラ、チェ・ジバラのつづき（BSNラジオ） - オープニング・エンディングのナレーション

## 過去の担当番組

### NST
- スマイルスタジアムNST - リポーター[1]
- 八千代コースター - MC[8]
- NST Live News it! - フィールドキャスター（週に1、2回程度）[9]
- 八千代ライブ（休止中） - MC[10]